# Chaenusa lymphata
Chaenusa lymphata är en stekelart som först beskrevs av Alexander Henry Haliday 1839.  Chaenusa lymphata ingår i släktet Chaenusa och familjen bracksteklar. Inga underarter finns listade i Catalogue of Life.